# Lone Fischer
Lone Fischer (* 8. September 1988 in Eckernförde) ist eine ehemalige deutsche Handballspielerin, die beim Bundesligisten Buxtehuder SV spielte.

## Karriere

### Im Verein
Fischer begann das Handballspielen mit sechs Jahren bei der SG HF Schleswig. 2002 wechselte sie zum TSV Owschlag, bei dem die damalige Jugendspielerin auch zum Kader der Damenmannschaft gehörte. Hier wurde sie mit 16 Jahren erstmals in der Oberliga eingesetzt. Mit Owschlags C-Jugend wurde sie 2003 Landesmeisterin. Ein Jahr später triumphierte Fischer mit der schleswig-holsteinischen Auswahl beim deutschen Länderpokal der weiblichen Jugend B. Im Rahmen dieser Veranstaltung wurde sie von den Trainern und Offiziellen in das All-Star-Team gewählt.
Mit der Damenmannschaft Owschlags gewann sie 2006 die Oberliga-Meisterschaft und stieg somit in die Regionalliga auf. In der ersten Regionalliga-Saison belegte die Außenspielerin mit Owschlag den zweiten Platz und wurde Torschützenkönigin. In der darauf folgenden Saison wurde die Rechtshänderin, nachdem der TSV wiederum als Vizemeister den Aufstieg verpasste, mit 252 Treffern nochmals Torschützenkönigin. 2008 verließ Fischer Owschlag, um künftig für den Buxtehuder SV zu spielen.
Fischer absolvierte am 7. September 2008 für den BSV ihr erstes Bundesligaspiel, in dem sie drei Siebenmeter verwandelte. Ihren bislang größten Erfolg feierte Fischer 2010, als sie mit Buxtehude den EHF Challenge Cup gewann. Im September 2013 zog sich Fischer einen Kreuzbandriss zu, weshalb sie den Rest der Saison 2013/14 pausieren musste. Mit dem BSV gewann sie 2015 und 2017 den DHB-Pokal. Im August 2021 gab Fischer bekannt, dass sie Zwillinge erwartet und infolgedessen ihre Karriere beendet. Fischer hält mit 295 Bundesligaspielen, 1161 Bundesligatore und 341 verwandelte Siebenmeter jeweils den Vereinsrekord beim Buxtehuder SV.

### In Auswahlmannschaften
Lone Fischer nahm 2005 als erste Spielerin des schleswig-holsteinischen Landesverbandes mit der Jugend-Nationalmannschaft an den Europameisterschaften teil. Die deutschen Mädchen schlossen das Turnier mit dem siebten Platz ab. Für die Juniorinnen-Nationalmannschaft, die nächste Altersstufe, bestritt sie 29 Länderspiele. Mit den Juniorinnen nahm Fischer an der U19-Europameisterschaft 2007 (9. Platz) und an der U20-Weltmeisterschaft 2008 teil, bei der die deutsche Mannschaft den Titel errang.
Am 4. Oktober 2012 gab Fischer ihr Debüt in der deutschen Nationalmannschaft. Im Spiel gegen Tschechien erzielte sie vier Treffer. Insgesamt erzielte sie 89 Treffer in 48 Partien für die DHB-Auswahl. Am 3. April 2018 beendete sie ihre Nationalmannschaftskarriere.

## Erfolge
- EHF Challenge Cup 2010
- DHB-Pokal 2015, 2017
- Juniorinnen Weltmeister 2008
- 9. Platz Juniorinnen-EM 2007
- Torschützenkönigin der RL Nord-Ost 2006/07, 2007/08
- 7. Platz U17-EM 2005
- Deutscher Meister HVSH beim Länderpokal 2004
- 1. der RL wA 2004
- 1. der OL wB 2004
- Landesmeister wC 2003

## Privates
Fischer ist verheiratet und Mutter von Zwillingen.